# Сираиси, Фуюми
Фуюми Сираиси (яп. 白石 冬美 Сираиси Фуюми, 14 октября 1936 — 26 марта 2019) — японская сэйю.

## Биография
Скончалась в своём доме в токийском районе Сэтагая от ишемической сердечной недостаточности. 28 марта 2019 года её тело было найдено её родственником, который пришёл к ней после того, как не смог до неё дозвониться. Вскрытие показало, что она умерла ещё 26 марта. Сираиси никогда не была замужем.

## Позиции в Гран-при журнала Animage
- 1979 год — 13-е место в Гран-при журнала Animage в номинации на лучшую женщину-сэйю[3];
- 1980 год — 13-е место в Гран-при журнала Animage в номинации на лучшую женщину-сэйю[4];
- 1981 год — 11-е место в Гран-при журнала Animage в номинации на лучшую женщину-сэйю[5];
- 1982 год — 15-е место в Гран-при журнала Animage в номинации на лучшую женщину-сэйю[6];
- 1983 год — 11-е место в Гран-при журнала Animage в номинации на лучшую женщину-сэйю[7].

## Роли в аниме
- 1964 год — Big X (Нина);
- 1966 год — Mahou Tsukai Sally (Порон);
- 1967 год — Paman (Паабо (Пааман номер 5));
- 1968 год — Kyojin no Hoshi (Акико);
- 1968 год — Киборг 009 (ТВ-1) (Иван Виски / 001);
- 1968 год — Кайбуцу-кун (ТВ-1) (Кайбуцу-кун);
- 1970 год — Без семьи (Беатриче);
- 1970 год — Ashita no Joe (Сати);
- 1974 год — Hoshi no Ko Chobin (Тёбин);
- 1975 год — Arabian Nights: Sindbad no Bouken (1975) (Принцесса Шейла);
- 1977 год — Shin Kyoujin no Hoshi (Акико);
- 1979 год — Лулу, ангел цветов (ТВ) (Кэти);
- 1979 год — Мобильный воин ГАНДАМ (Мирай Ясима);
- 1979 год — Shin Kyojin no Hoshi II (Акико);
- 1980 год — Синяя птица (Чиретта);
- 1981 год — Лебединое озеро (Маргарита);
- 1981 год — Shunmao Monogatari TaoTao (Чунь Ли);
- 1982 год — Виолончелист Госю (Кот);
- 1982 год — Boku Pataliro! (Паталиро);
- 1982 год — Densetsu Kyojin Ideon/Hatsudou Hen (Кася Имхоф);
- 1982 год — Densetsu Kyojin Ideon/Sesshoku Hen (Кася Имхоф);
- 1984 год — Ninja Hattori-kun Plus Paaman: Chounouryoku Wars (Цубамэ);
- 1985 год — Мобильный воин Зета ГАНДАМ (ТВ) (Мирай Ясима);
- 1985 год — Привидение Кью-Таро (ТВ-3) (Доромпа);
- 1986 год — Привидение Кью-Таро (фильм первый) (Доромпа);
- 1987 год — Привидение Кью-Таро (фильм второй) (Доромпа);
- 1988 год — Мобильный воин ГАНДАМ: Ответный удар Чара (Мирай Ясима);
- 1988 год — Kidou Senshi SD Gundam (Мирай Ясима);
- 1989 год — Kidou Senshi SD Gundam Mk-II (Мирай Ясима);
- 1989 год — Time-Patrol Bon (Буёён)